# Винник, Михаил Моисеевич
Винник Михаил Моисеевич ( 22 октября 1887, Каменец-Литовск Гродненской губернии — 1943 ) — советский график, живописец.

## Биография
В 1909-1913 учился в Одесском художественном училище у К. Костанди, в 1922-1924 — во ВХУТЕМАСе у Фаворского. До начала 20-х годов работал в Одессе, затем в Москве. Участник местных выставок с 1915. Его творчество означено влиянием постмодернизма Поля Сезанна. Член Товарищества южнорусских художников (1919).

## Произведения
- «Девушка», 1910
- «Автопортрет», 1910
- «Ветреный», 1910
- «Музыкант», 1910
- «Лето», 1910
- «Мать и ребёнок», 1910
- «Около плиты», 1910
- «Мальчишки», 1919,
- «В карьере», 1932,
- «В селе», 1936
- портрет Я. Ануфриєва, 1942
- портрет В. Бурковской, 1942